# Blue notes
Blue notes (ang. blue note) – charakterystyczne i celowo stosowane dla oddania nastrojowości bluesa interwały z obniżonym III i VII stopniem skali durowej (majorowej). Od początków lat 40. XX wieku, wraz z rozpowszechnieniem się bebopu obniżano również V stopień skali durowej.

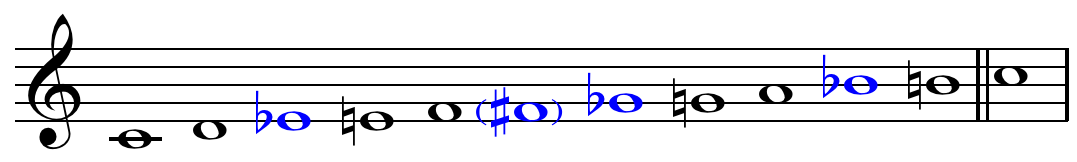
Blue notes (na niebiesko): ♭3, (#4)/♭5, ♭7

Obniżenia te w tzw. skali bluesa wynoszą około półtonu, przy czym dokładniejsze ustalenie obniżeń jest o tyle trudne, że występują one podczas krótkich glissand u wokalistów oraz na tych instrumentach muzycznych, na których można wydobyć dźwięk spoza systemu równomiernie temperowanego (czyli równo półtonowego), jak np. skrzypce, puzon itp.
Blue notes znacząco wpłynęły również na charakterystyczny dla jazzu (oraz jazzopochodnej muzyki rozrywkowej) sposób artykulacji i rozwoju środków harmonicznych.

## Źródła i znaczenie
Określenie blue pochodzi od skrótu angielskiego terminu Blue devils (dosłownie niebieskie diabły) oznaczającego czarne myśli.
Blue notes używane są przez muzyków i wokalistów bluesa i jazzu z celach ekspresyjnych, do zilustrowania nostalgii i smutku podczas wyrażania osobistych przeżyć.
Blue notes wywodzą się z afrykańskiej skali pentatonicznej. Konfrontacja afro-amerykanów z siedmiostopniową skalą europejską spowodowała dostosowanie trzeciego i siódmego stopnia (nieobecnych w ich skali) odchylając je o około pół tonu ku skali molowej lub ku skali durowej. Dwuznaczność harmonicznego i emocjonalnego klimatu utworów blue notes wynika z tego właśnie współistnienia tonów skali minorowej i majorowej odbieranych jako radość lub smutek. Moll i dur nie są automatycznie radością czy smutkiem. Interpretacja tych trybów jest różna dla poszczególnych osób, w zależności od ich sposobu odczuwania muzyki.
Pentatonika jest oczywiście skalą powszechną m.in. w Azji. Odnajdziemy blue note również w muzyce celtyckiej: bent note czyli "długa nuta" odgrywa istotną rolę w muzyce irlandzkiej, używana w śpiewie lub grze na instrumentach dętych klawiszowych (na przykład harmonijce lub akordeonie) dla wyrażenia skargi, smutku czy nostalgii.